# الن وارن (ملوان)
الن وارن (انگلیسی: Alan Warren؛ زادهٔ ۱۳ دسامبر ۱۹۳۵) قایقران قایق بادبانی اهل بریتانیا است.